# Thicourt
Thicourt település Franciaországban, Moselle megyében. Lakosainak száma 133 fő (2022. január 1.). Thicourt Arraincourt, Brulange, Eincheville, Faulquemont, Mainvillers, Many és Thonville községekkel határos.

## Népesség
A település népessége az elmúlt években az alábbi módon változott:
| Lakosok száma | 145  | 145  | 142  | 138  | 135  | 132  | 132  | 133  |
|               | 2013 | 2015 | 2017 | 2018 | 2019 | 2020 | 2021 | 2022 |